# Józef Szmidt
Józef Szmidt (n. 28 martie 1935, Miechowice⁠(d), Statul Liber Prusia⁠(d), Polonia – d. 29 iulie 2024, Zagozd⁠(d), Gmina Drawsko Pomorskie⁠(d), Pomerania Occidentală, Polonia) a fost un atlet ce a reprezentat Polonia, medaliat olimpic. A participat la 3 ediții ale Jocurilor Olimpice (1960, 1964, 1968) în care a câștigat două medalii de aur în proba de triplusalt. A fost, de asemenea, de două ori campion european.

## Palmares
| An   | Competiție           | Locație                 | Loc | Eveniment  | Note  |
| ---- | -------------------- | ----------------------- | --- | ---------- | ----- |
| 1958 | Campionatul European | Stockholm, Suedia       | 1   | triplusalt | 16,43 |
| 1960 | Jocurile Olimpice    | Roma, Italia            | 1   | triplusalt | 16,81 |
| 1960 | Jocurile Olimpice    | Roma, Italia            | –   | 4x100 m    | DS    |
| 1962 | Campionatul European | Belgrad, Iugoslavia     | 1   | triplusalt | 16,55 |
| 1964 | Jocurile Olimpice    | Melbourne, Australia    | 1   | triplusalt | 16,85 |
| 1966 | Campionatul European | Budapesta, Ungaria      | 5   | triplusalt | 16,45 |
| 1967 | Cupa Europei         | Kiev, Uniunea Sovietică | 3   | triplusalt | 16,29 |
| 1968 | Jocurile Olimpice    | Ciudad de México, Mexic | 7   | triplusalt | 16,89 |
| 1971 | Campionatul European | Helsinki, Finlanda      | 11  | triplusalt | 15,62 |